# Hồ Khắc Ngọc
Hồ Khắc Ngọc (sinh ngày 2 tháng 8 năm 1992) là một cầu thủ bóng đá chuyên nghiệp người Việt Nam hiện đang thi đấu ở vị trí tiền vệ cho câu lạc bộ Sông Lam Nghệ An.

## Sự nghiệp
Hồ Khắc Ngọc sinh năm 1992 tại Vinh. Được đôn lên đội một Sông Lam Nghệ An từ năm 2012, giai đoạn đầu Hồ Khắc Ngọc gặp khó khăn khi phải cạnh tranh suất đá chính với những cầu thủ như Ngô Hoàng Thịnh, Nguyễn Quang Tình,... Từ mùa giải 2012 đến 2015, anh chỉ có 5 trận đấu được đá chính, 32 trận vào sân từ băng ghế dự bị và không ghi được bàn thắng nào. Tuy nhiên, đến V-League 2016, Khắc Ngọc hoàn toàn "lột xác" và trở thành trụ cột của đội bóng xứ Nghệ.

## Thống kê sự nghiệp

### Quốc tế
Tính đến ngày 27 tháng 3 năm 2018
| Đội tuyển quốc gia | Năm       | Trận | Bàn |
| ------------------ | --------- | ---- | --- |
| Việt Nam           | 2018      | 1    | 0   |
| Tổng cộng          | Tổng cộng | 1    | 0   |

## Danh hiệu
Sông Lam Nghệ An
- Cúp Quốc gia:  2017

Viettel
- V-League 1:  2020
- Cúp Quốc gia:  2020
- Siêu cúp Quốc gia:  2020

Thép Xanh Nam Định
- V.League 1:  2023–24